# Ectropoceros acrotoma
Ectropoceros acrotoma är en fjärilsart som beskrevs av Diakonoff 1955. Ectropoceros acrotoma ingår i släktet Ectropoceros och familjen äkta malar. Inga underarter finns listade i Catalogue of Life.